# Saint-Georges-de-Montclard
Saint-Georges-de-Montclard é uma comuna francesa na região administrativa da Nova Aquitânia, no departamento Dordonha. Estende-se por uma área de 13,58 km². Em 2010 a comuna tinha 294 habitantes (densidade: 21,6 hab./km²).